# Historia Brittonum
L'Historia Brittonum est un ouvrage ayant trait à l'histoire de l'île de Bretagne, et notamment à celle du pays de Galles. Il est très difficile à dater, dans la mesure où il s'agit de juxtaposition de textes de différentes époques. Mais on peut considérer que le plus ancien date du IXe siècle, et le plus récent du XIe siècle. 
Si l'auteur de l'ouvrage a voulu faire œuvre d'historien en faisant concorder des documents d'origines différentes, il a également fait usage de sources légendaires.

## Histoire du texte
D'après l'historien Léon Fleuriot, le noyau de l'ouvrage aurait été composé vers 630 par Rhun, le fils d'Urien, roi de Rheged, l'un des royaumes brittoniques du nord. Ce serait la plus ancienne « Histoire de Bretagne », insulaire ou non, connue.
Les manuscrits se divisent en quatre familles. La première comporte notamment le Ms. Harleianus 3859 (vers 1100, copié au Pays de Galles) et le Cotton Vesp. D. XXI (XIIe siècle), très proche du précédent mais n'en dérivant pas, tous deux conservés à la British Library. La seconde incluait le « Ms. Z » de la bibliothèque de Chartres (n° 38), détruit pendant les bombardements alliés de 1944 mais connu par des photos et l'édition de 1934 de Ferdinand Lot, contenant seulement des extraits du texte, mais de loin le manuscrit le plus ancien connu (vers 900), et provenant de Bretagne continentale (titre, transcrit fautivement : Exberta Fii Urbagen De Libro Sancti Germani Inventa ("Extraits du fils d'Urbagen concernant la découverte du livre de saint Germain"), où Exberta doit représenter Excerpta, Fii être une faute pour Filii, Urbagen étant une forme ancienne d'Urien). La troisième famille attribue le texte à Gildas le Sage et comprend une quinzaine de manuscrits dont le Cotton Calig. A. VIII (XIIe siècle). La quatrième famille, qui attribue le texte (à tort) à Nennius, comprend dix manuscrits, dont le Ms. B.II, 35 de la bibliothèque capitulaire de la cathédrale de Durham (XIIe siècle). C'est de cette dernière famille que dérive la version irlandaise (le Lebor Bretnach), dont l'archétype est sans doute du XIe siècle.

## Contenu
Le texte commence par une brève chronologie biblique remontant à la Création (De sex ætatibus mundi), puis poursuit par une histoire antique faisant d'un certain Brutus, petit-fils du Troyen Énée, le fondateur éponyme de la Bretagne (paronymie Brutus-Britto). Les premiers faits rapportés reliés à l'histoire réelle sont deux tentatives de Jules César de débarquer sur l'île, suivie d'une troisième qui aurait été couronnée de succès (§ 14-15). Ensuite il est question de la conquête romaine sous le règne de Claude (§ 17), puis d'événements s'étant produits sous le Bas-Empire romain, jusqu'à la fin de la domination romaine sur l'île (§ 26-27). Ensuite (§ 28-65), ce sont des récits sur l'histoire de la Bretagne insulaire indépendante à partir du Ve siècle, et notamment la résistance à la conquête saxonne. Ils sont suivis de parties intitulées De mirabilibus Britannicæ insulæ (§ 66-78), De mirabilibus Moniæ insulæ (§ 79-82) et De mirabilibus Hiberniæ (§ 83-86). Il y a ensuite un petit traité de comput.   
L'Historia Brittonum est le premier ouvrage faisant référence au personnage d'Arthur, en tant que chef des rois des Bretons, avec le titre de dux bellorum (chef de guerre) dans les batailles (§ 62). Selon cette source, Arthur livra douze batailles contre les Saxons parmi lesquelles :
- la bataille de Dubglass,
- la 7e à Coit Celidon,
- la 10e sur les rives du fleuve Tribuit,
- la 12e au Mont Badon.

Plus globalement, on peut considérer que l'ouvrage se divise en six parties : 
- Chapitres 1 à 6, qui donnent des éléments de datation à partir des 6 âges du monde définis dans la bible, de Adam au jugement dernier.
- Chapitres 7 à 49, un récit sur les bretons, qui auraient une origine troyenne, puis la domination romaine, puis les affrontements contre les Saxons à l'époque du roi Guortigirn (autre nom du Vortigern, associé ensuite à Arthur) et de ses fils. Ces chapitres apportent des éléments nouveaux par rapport à Bède le Vénérable, un des premiers à écrire une Histoire de l'île de Bretagne.
- Chapitres 50 à 55, donnent des éléments de la vie de Saint Patrick, évangélisateur de l'Irlande.
- Chapitre 56, décrit les 12 batailles mentionnées plus haut.
- Chapitres 57 à 61, on y trouve une généalogie royale, anglo-saxonne et bretonnes, associées à des éléments de comput (datation des jours de l'année à partir de Pâques, table pascale).
- Chapitres 62 à 66, des informations sur les affrontements au nord de l'île contre les Pictes.

Mais ce contenu n'est pas identique d'un manuscrit à l'autre, ni même la structure de l'ouvrage. Il est difficile de démêler l'historique du mythique, comme dans nombre de textes de cette époque la tradition narrative et l'exemplum mythique font partie du discours historique.

## Éditions
- Le texte latin se trouve dans la collection Monumenta Germaniæ Historica, section Auctores antiquissimi, sous-section 13 [Chronica minora sæcula IV. V. VI. VII., III], sous le titre Historia Brittonum cum additamentis Nenni (Berlin, 1898), p. 111-223 (en ligne).
- Ferdinand Lot (éd.), Nennius et l'Historia Brittonum, Paris, 1934.
- Anton Gerard van Hamel (éd.), Lebor Bretnach (version irlandaise), Dublin, 1933.
- Nennius, Historia Brittonum (Histoire des Bretons), Traduction de Christiane M. J. Kerboul-Vilhon, Éditions du Pontig, Sautron,1999.